# Eagles Greatest Hits Volume 2
Eagles Greatest Hits Volume 2 – drugi album kompilacyjny country rockowej grupy Eagles, wydany w 1982 roku, będący zestawem największych przebojów zespołu z lat 1975–1980. Płytę wydała wytwórnia płytowa Asylum Records pod numerem katalogowym 60205. W chwili ukazania się albumu grupa była już skłócona i zawiesiła działalność, a jeszcze w tym samym roku Don Henley i Glenn Frey wydali swoje solowe debiutanckie płyty.
Longplay zawiera po 4 utwory z ich dwóch ostatnich płyt studyjnych Hotel California i The Long Run oraz po jednym z albumów One of These Nights i z dwupłytowego koncertowego Eagles Live.
Według RIAA od czasu premiery płyty jej sprzedaż w samych Stanach Zjednoczonych wynosi ponad 11 mln egzemplarzy i plasuje ją w pierwszej sześćdziesiątce najlepiej sprzedawanych płyt w USA.

## Lista utworów
| A1. | „Hotel California”                                                                                         | 6.29  |
|     | (Don Felder, Don Henley, Glen Frey) śpiew – Don Henley album – Hotel California                            |       |
| A2. | „Heartache Tonight”                                                                                        | 4.25  |
|     | (Don Henley, Glenn Frey, Bob Seger, J.D. Souther) śpiew – Glenn Frey album – The Long Run                  |       |
| A3. | „Seven Bridges Road”                                                                                       | 2.58  |
|     | (Steve Young) śpiew – Don Henley, Glenn Frey, Don Felder, Joe Walsh, Timothy B. Schmit album – Eagles Live |       |
| A4. | „Victim of Love”                                                                                           | 4.10  |
|     | (Don Felder, J.D. Souther, Glenn Frey, Don Henley) śpiew – Don Henley album – Hotel California             |       |
| A5. | „The Sad Café”                                                                                             | 5.32  |
|     | (Don Henley, Glenn Frey, Joe Walsh, J.D.Souther) śpiew – Don Henley album – The Long Run                   |       |
| B1. | „Live in the Fast Lane”                                                                                    | 4.45  |
|     | (Don Henley, Glenn Frey, Joe Walsh) śpiew – Don Henley album – Hotel California                            |       |
| B2. | „I Can’t Tell You Why”                                                                                     | 4.54  |
|     | (Timothy B. Smith, Don Henley, Glenn Frey) śpiew – Timothy B. Schmit album – The Long Run                  |       |
| B3. | „New Kid In Town”                                                                                          | 5.04  |
|     | (Don Henley, Glenn Frey, J.D. Souther) śpiew – Glenn Frey album – Hotel California                         |       |
| B4. | „The Long Run”                                                                                             | 3.42  |
|     | (Don Henley, Glenn Frey) śpiew – Don Henley album – The Long Run                                           |       |
| B5. | „After the Thrill is Gone”                                                                                 | 4.41  |
|     | (Don Henley, Glenn Frey) śpiew – Glenn Frey, Don Henley album – One of These Nights                        |       |
|     | | 46:40 |
|     | |       |

## Zespół
- Glenn Frey (w nagraniach: A1÷B5)
- Don Henley (w nagraniach: A1÷B5)
- Joe Walsh (w nagraniach: A1÷B5)
- Don Felder (w nagraniach: A1÷B5)
- Randy Meisner (w nagraniach: A1, A4, B1, B3, B5)
- Timothy B. Schmit (w nagraniach: A2, A3, A5, B2, B4)

## Personel uczestniczący w produkcji
- Bill Szymczyk – producent
- Andy Engel – ilustracje
- Ron Larson – ilustracje
- Kosh – kierownictwo artystyczne, design, fotografie
- Ted Jensen – remastering

## Najwyższe notowania na listach albumów
| Lista 1982                      | Pozycja |
| ------------------------------- | ------- |
| Lista amerykańska Billboard 200 | 52      |
| Lista nowozelandzka             | 2       |

## Certyfikaty
| Kraj       | Certyfikacja         | Sprzedaż   |
| ---------- | -------------------- | ---------- |
| USA (RIAA) | 11 x platynowa płyta | 11 000 000 |